# Reinhold Roth
 (février 2024).
Si vous disposez d'ouvrages ou d'articles de référence ou si vous connaissez des sites web de qualité traitant du thème abordé ici, merci de compléter l'article en donnant les références utiles à sa vérifiabilité et en les liant à la section « Notes et références ».
Pour les articles homonymes, voir Roth.
Reinhold Roth est un ancien pilote moto allemand né le 4 mars 1953 à Amtzell (Bade-Wurtemberg) et mort le 15 octobre 2021 à Wangen im Allgäu (Bade-Wurtemberg).
Il fut l'un des principaux équipiers d'Anton Mang dans les années 1980. Il courut de 1979 à 1990, année où il doit mettre un terme à sa carrière à la suite d'un grave accident en course.

## Carrière
Reinhold Roth débute en championnat du monde en 1979 à l'âge de 26 ans, ce qui est déjà âgé pour des débuts à moto, mais il fut toujours spécialisé dans les cylindrées intermédiaires faisant toute sa carrière en 250 et 350 cm3, même s'il dispute une saison en 500 cm3. Si ses deux premières saisons ne sont pas complètes, il commence réellement à sortir de l'anonymat en 1985 en finissant 9e du championnat et en finissant second du Grand Prix de Grande-Bretagne à Silverstone. Ses meilleures saisons furent 1987 et 1989 où il termina second derrière Anton Mang, dont ce fut la dernière grande saison. Roth est alors perçu comme le successeur de Mang. Ainsi, alors que Mang se blesse et se retire, il dispute une belle saison 1989 qui le voit remporter le Dutch TT d'Assen et le Grand Prix de Tchécoslovaquie à Brno. Il lutte pour le titre jusqu'à la fin de la saison mais doit s'incliner face à Sito Pons.
La saison 1990 s'annonce comme celle du titre pour Roth et pourtant rien ne se passe comme prévu. S'il est toujours régulier, il ne réalise pas un début de saison comme celui de 1989. À Rijeka, il est à la recherche d'une bonne performance pour se relancer. Le week-end commence bizarrement :
Wilco Zeelenberg et Christian Sarron chutent en qualification, les deux pilotes se retrouvant projetés à l'extérieur des rails.

### L'accident
Lors de la course du Grand Prix de Yougoslavie, alors qu'il ne reste que trois tours à parcourir et qu'il commence à pleuvoir, Reinhold Roth et le groupe de tête rejoignent des retardataires. Roth modifie sa trajectoire vers l'intérieur pour tenter de dépasser Carlos Cardus, mais ce dernier lui cache la moto de Darren Milner qui roule à vitesse réduite pour rentrer aux stands, et Roth la percute violemment, puis il est accroché par une autre moto alors qu'il glisse sur la piste. Si Milner s'en tire avec des blessures mineures, pour Roth c'est beaucoup plus sérieux. Il est évacué dans un état qui ne lui laisse presque aucune chance d'en réchapper. Pourtant, il survit après deux mois de coma et plus de six mois d'hôpital. Il restera lié au Docteur Claudio Costa qui lui a sauvé la vie en lui prodiguant les premiers soins très rapidement. Depuis 1990, il a réussi à reprendre une vie à peu près normale, Hémiplégique à la suite du choc il conserve encore des difficultés à faire certains gestes et une perte de mémoire de l'accident, ce qui le contraindra à abandonner sa carrière. 20 ans après son accident, il vit toujours en compagnie de sa femme et des infirmiers qui s'occupent encore de lui tous les jours.

### Palmarès
Reinhold Roth a remporté 3 courses. Il a été aussi deux fois vice-champion du monde en 250 cm3.